# Solomon Bozeman
Solomon Bozeman (Little Rock, 18 dicembre 1987) è un ex cestista statunitense, professionista nella NBDL, in Europa e in Asia.